# 胜休县
胜休县，中国古县名。
西汉置，治所在今云南省江川县北龙街。属益州郡。三国蜀汉属建宁郡。西晋属兴左郡。东晋属梁水郡。南朝梁废。 